# Orlow (Stadt)
Orlow (russisch Орлов) ist eine Kleinstadt in der Oblast Kirow (Russland) mit 6959 Einwohnern (Stand 14. Oktober 2010).

## Geografie
Die Stadt liegt etwa 75 km westlich der Oblasthauptstadt Kirow am rechten Ufer der Wjatka, eines Nebenflusses der Kama.
Orlow ist Verwaltungszentrum des gleichnamigen Rajons.

## Geschichte
Orlow wurde erstmals 1459 unter diesem Namen erwähnt, war um 1600 als Orlowez bekannt und erhielt 1780 Stadtrecht als Orlow.
Von 1923 bis 1992 hieß die Stadt Chalturin, nach dem im drei Kilometer entfernten Dorf Werchnije Schurawli (damals Chalewinskaja) geborenen Narodnaja-Wolja-Mitglied und Zaren-Attentäter Stepan Chalturin (1857–1882).

### Bevölkerungsentwicklung
| Jahr | Einwohner |
| ---- | --------- |
| 1897 | 3.256     |
| 1939 | 7.349     |
| 1959 | 9.151     |
| 1970 | 10.556    |
| 1979 | 10.751    |
| 1989 | 10.296    |
| 2002 | 8.596     |
| 2010 | 6.959     |

Anmerkung: Volkszählungsdaten

## Söhne und Töchter der Stadt
- Konstantin Alexejewitsch Newolin (1806–1855), Rechtshistoriker, Professor und Rektor der St.-Wladimir-Universität Kiew
- Ija Germanowna Luginina (1922–2015), Baustoffkundlerin und Hochschullehrerin